# Fontina
Fontina je italský sýr pocházející z regionu Valle d'Aosta v severní Itálii. Sýr se prodává jako kola různých velikostí od 8 do 12 kg. Sýr je vyráběn dvakrát denně z ranního a večerního mléka. Mléko krav je dostatečně tučné a neodstřeďuje se, což je jeden z důvodů, proč je sýr složité vyrobit v jiných podmínkách. Fontina se často používá pro italské fondue, zvané fonduta. Tento sýr je chuťově velmi výrazný. 